# Wrobiony (film 2006)
Wrobiony – brytyjski kryminał z 2006 roku.

## Główne role
- Val Kilmer - Dillon
- Gabriel Byrne - Eddie
- Mick Rossi - Ray Burns
- Patrick Bergin - Riley
- Joanne Whalley - Maggie
- Roy Dotrice - Jack Rawlings
- Vinnie Jones - Detektyw Brice
- Patsy Kensit - Bunny
- Anthony LaPaglia - Detektyw Drummond
- Bruno Kirby - Detektyw Allen
- Andy Nyman - Danny
- Sile Bermingham - Samantha Fay

## Fabuła
Ray Burns po 8 latach odsiadki zamierza wrócić do przestępczego półświatka. Chce nauczyć się, jak nie dać się złapać i przy okazji sporo zarobić. Sytuacja komplikuje się, gdy szef przeciwnego gangu werbuje go do wykonania skoku w Los Angeles...